# Квантовая теория поля в двух словах
Квантовая теория поля в двух словах — монография Энтони Зи по квантовой теории поля
Используется как учебник во многих университетах, включая Гарвардский университет, Принстонский университет, Калифорнийский университет в Беркли, Калифорнийский технологический институт, Колумбийский университет, 
Стэнфордский университет и Университет Брауна.

## Отзывы
Стивен Барр сказал о книге: «Как и знаменитые «Фейнмановские лекции по физике», эта книга напоминает хорошую лекцию на доске». Майкл Пескин сказал: «Это квантовая теория поля, которую преподаёт ... тот, кто любит свой предмет и применяет ... блестящую аргументацию ... Эта [книга] может помочь [студентам] полюбить предмет и достичь его границ». Дэвид Тонг назвал её «очаровательной книгой, делающую упор на физическое понимание, в которой автор не боится скрывать неприглядную правду, когда это необходимо. В ней много жемчужин». Зви Берн написал: «У Зи есть заразительный энтузиазм и выдающийся талант сквозь техническую шелуху добраться до сути проблемы».